# Герила маркетинг
Герила Маркетинг (на английски: Guerrilla Marketing), известен още като партизански маркетинг (виж етимология), е необичаен подход при провеждането на промоции, залагащ на новаторството и въображението вместо на големия рекламен бюджет. Обикновено кампаниите при този вид маркетинг са неочаквани и нестандартни, поставени на всевъзможни и нетрадиционни места. Неговата цел е да създаде уникални, привлекателни и провокиращи мисленето концепции, които да изпъкнат и да се откроят измежду огромния рекламен шум. Терминът е създаден от Джей Конрад Левинсън и споменат за първи път в едноименната му книга: „Guerrilla Marketing“, преведена на български като „Партизански маркетинг“.

## Етимология
Терминът на английски „guerrilla marketing“ произлиза от guerrilla warfare, който е вид боесражение с атипични тактики за постигане на целите, обикновено превеждано на български като партизанска война.

## Принципи
Левинсън излага следните принципи, които стоят в основата на герила маркетинга:
- Герила маркетингът е специално създаден за малкия бизнес и предприемачите.
- Той трябва да се основава на човешката психология вместо на личен опит, мнение или догадка.
- Вместо пари, основната инвестиция трябва да е време, енергия и въображение.
- Основната характеристика за измерване на кампанията са печалбите, не продажбите.
- Съсредоточете се върху броя нови контакти, установени през всеки месец.
- Нужен е фирмата да има ясен фокус вместо да се опитва да предлага твърде много и разнообразни продукти и услуги.
- Не се концентрирайте върху привличането на нови клиенти, трябва да се съсредоточите към сключване на повече сделки и по-големи такива с вече съществуващи клиенти;
- Забравете за конкуренцията, съсредоточете се повече върху сътрудничеството с други фирми.
- При герила маркетинговите кампании никога не трябва да се използва комбинация от маркетингови методи.

## Свързани с герила тенденции в маркетинга
Терминът герила маркетинг често се използва в комбинация с или наместо:
- Маркетинг чрез популярност (Viral marketing) – най-често използван в социалните мрежи, вирусният маркетинг е вид реклама, която всеки потребител споделя доброволно с контактите си;
- Ambient (Заобикалящ/обкръжаващ) маркетинг – изгражда имиджът на определена марка, като не е задължително да предлага определен продукт;
- Presence (Присъстващият/наличният) маркетинг – В основата стои това да се направи бизнес името разпознаваемо и познато, както и винаги да е просто „там“. Малките фирми, както и предприемачите с ограничен маркетингов бюджет, често установяват, че присъстващият маркетинг носи отлична възвръщаемост на вложените инвестиции. Всичко, което трябва да направят, е просто да са видими.
- Безразборни плакати (Wild postings) – все още широко разпространен сред музикални групи, както и всички онези продукти, които искат да изградят алтернативен имидж;
- Grassroots marketing (Маркетинг на обикновените хора/ народен маркетинг) – цели спечелването на потребители по-скоро един по един, отколкото в голям мащаб.